# Episodi di Un caso per due (nona stagione)
La nona stagione della serie televisiva tedesca Un caso per due, composta da 9 episodi, è andata in onda in Germania sul canale ZDF a partire dal 17 febbraio 1989.
| nº | Titolo originale        | Titolo italiano         | Prima TV Germania | Prima TV Italia |
| -- | ----------------------- | ----------------------- | ----------------- | --------------- |
| 1  | Zyankali                | Cianuro                 | 17.02.1989        |                 |
| 2  | 70.000 bar              | 70 000 in contanti      | 10.03.1989        |                 |
| 3  | Donnerstag, letzter Akt | Giovedì, ultimo atto    | 31.03.1989        |                 |
| 4  | Blut                    | Sequestro ed estorsione | 21.04.1989        |                 |
| 5  | Tod im Schlafsack       | Delitti a catena        | 19.05.1989        |                 |
| 6  | Die Quittung            | Paura del figlio        | 16.06.1989        |                 |
| 7  | Gewissensbisse          | Rimorsi di coscienza    | 22.09.1989        |                 |
| 8  | Seitensprung            | La scappatella          | 10.11.1989        |                 |
| 9  | Der Schlüssel           | Vana attesa             | 08.12.1989        |                 |

## Cianuro
- Titolo originale: Zyankali
- Diretto da: Hartmut Griesmayr
- Scritto da: Marran Gosov
- Interpreti: Claus Theo Gärtner - Josef Matula, Rainer Hunold - Dr. Rainer Franck, Grazyna Dylag - Tamara Rakowska, Hans Egenlauf, Gert Haucke - Fackelmann, Kurt Kirch, Renate Kohn - Helga, Kristina Nel - Vera Korff, Eva Pflug - Dora Zoller, Wolf Richards - Kommissar Kandler, Erik Schumann - Horst Zoller, Jochen Sostmann, Marek Wlodarczyk - Jerzy Polinsky

### Trama
Un imprenditore viene trovato morto dalla moglie. Apparentemente un suicidio. La sorella della vittima viene esclusa dall'eredità, e la giovane moglie si scopre avere un amico. 

## 70 000 in contanti
- Titolo originale: 70.000 bar
- Diretto da: Detlef Rönfeldt
- Scritto da: Detlef Müller
- Interpreti: Claus Theo Gärtner - Josef Matula, Rainer Hunold - Dr. Rainer Franck, Petra Fahrnländer - Lore Wenck, Gudrun Gabriel - Gundy Soleg, Hans-Dieter Jendreyko - Werner Tross, Pete Lancaster - Max Sterzen, Heinz-Georg Meyer, Joachim Regelien, Franz Rudnick - Fritz Golland, Stephan Schwartz - Dr. Ralf Soleg, Cordula Trantow - Helma Golland, Maria Wolters

### Trama
Un uomo viene investito anni prima da un furgone. Rimanendo sulla sedia a rotelle, viene poi minacciato dall'investitore.

## Giovedì, ultimo atto
- Titolo originale: Donnerstag, letzter Akt
- Diretto da: Bernd Fischerauer
- Scritto da: Marran Gosov
- Interpreti: Claus Theo Gärtner - Josef Matula, Rainer Hunold - Dr. Rainer Franck, Herb Andress - Lieselotte Arnold, Jan Biczycki - Konrad Bartoschewsky, Peter Bongartz - Ingo Kremmler, Ulrich Gebauer - Oliver Lohmann, Angelika Huber, Sabine Kaack - Marion, Renate Kohn - Helga, Doris Kunstmann - Petra Wolkow, Pete Lancaster, Fritz Müller-Scherz, Gisbert Rüschkamp, Jürgen Schornagel - Hans Kramke

### Trama
Il giovane Oliver Lohmann viene arrestato dopo la morte della sua ragazza caduta da un balcone: infatti viene trovato dai vicini sulla porta di casa della ragazza. La nonna del giovane chiede all'avv. Franck di difendere il nipote, sicura della sua innocenza.

## Sequestro ed estorsione
- Titolo originale: Blut
- Diretto da: Bernd Fischerauer
- Scritto da: Karl Heinz Willschrei
- Interpreti: Claus Theo Gärtner - Josef Matula, Rainer Hunold - Dr. Rainer Franck, Daniela Amavia - Dunja Bulatovic, Michael Benthin, Walter Buschhoff - Karl Sander, Jürgen Holtz - Hauptkommissar Kraft, Stephan Juretzek, Renate Kohn - Helga, Jörg Pfennigwerth, Karin Rasenack - Renate Sander, Ralf Richter - Branco Bulatovic, Carolin Wiesner - Kathi

### Trama
Karl Sander chiede al Dr. Franck di pagare il riscatto per il rapimento della figlia, senza intervento della Polizia. Ma altri parenti interverranno nella questione.

## Delitti a catena
- Titolo originale: Tod im Schlafsack
- Diretto da: Hans Noever
- Scritto da: Marran Gosov
- Interpreti: Claus Theo Gärtner - Josef Matula, Rainer Hunold - Dr. Rainer Franck, Klaus Abramowsky - Kurt Glanz, Adelheid Arndt - Hedda Glanz, Ulrich Berchtenbreiter - Bora, Sabine Berg - Petra, Jürgen Brügger - Kommissar Roth, Peter Clös - Schops, Karl-Heinz Dickmann - Pezzo, Heinz Fitz, A.A. Kaz, Renate Kohn - Helga, Karlheinz Lemken - Tango, Christoph Mainusch - Tomm, Horst Sachtleben - Max Schlüter, Horst Schäfer, Michael Schönborn - Dome, Barbara Valentin - Martha Schlüte

### Trama
Un senzatetto viene ucciso in un sacco a pelo. L'alcolizzato Kurt Glanz, viene accusato dell'omicidio. La moglie ritenendolo innocente chiede a Franck di investigare. Matula interverrà.

## Paura del figlio
- Titolo originale: Die Quittung
- Diretto da: Michael Mackenroth
- Scritto da: Klaus Bädekerl
- Interpreti: Claus Theo Gärtner - Josef Matula, Rainer Hunold - Dr. Rainer Franck, Gunter Berger - Lutz Wendel, Martina Gedeck - Moni Molinski, Klaus Guth - Rüdiger Hillmann, Rainer Güther, Dinah Helal, Renate Kohn - Helga, Tobias Lelle, Sabine Postel - Doris Hillmann, Sabine Roller, Max Tidof - Alexander Hillmann, Steffen Wilhelm

### Trama
Rüdiger Hillmann chiede a Matula di fargli da guardia del corpo durante la sua festa di compleanno, per difesa verso suo figlio Alexander. Il giorno successivo Hillmann muore in una esplosione.

## Rimorsi di coscienza
- Titolo originale: Gewissensbisse
- Diretto da: Michael Mackenroth
- Scritto da: Peter Zingler
- Interpreti: Claus Theo Gärtner - Josef Matula, Rainer Hunold - Dr. Rainer Franck, Christiane Carstens - Ute Sowinski, Renate Kohn - Helga, Wilfried Labmeier, Volker Lechtenbrink - Robby Neu, Peter Neusser - Rohloff, Helmut Potthoff, Stefan Reck - Jochen Billiger, Martin Semmelrogge - Heinz Perz

### Trama
Il postino Jochen Billiger è coinvolto in una rapina all'ufficio postale. Complice dei ladri, riceve il compenso, ma poi il rimorso lo porterà a voler ridare il maltolto, chiedendo aiuto al Dr. Franck.

## La scappatella
- Titolo originale: Seitensprung
- Diretto da: Wolfgang F. Henschel
- Scritto da: Klaus Bädekerl
- Interpreti: Claus Theo Gärtner - Josef Matula, Rainer Hunold - Dr. Rainer Franck, Daniela Amavia, Ruth Brück, Achim Buch, Brigitte Goebel, Nico Grüneke, Klaus Götte, Erich Hallhuber - Felix Hartwig, Peter Heusch - Winfried Färber, Gottfried John - Markus Meyer, Brigitte Karner - Sonja Frey, Hans Künster, Helmut Winkelmann

### Trama
Felix Hartwig passa la notte a casa con Sonja Frey e dopo viene attaccato da due uomini mascherati di fronte a un club. La mattina successiva sente alla radio che viene denunciata la sua scomparsa...penserà di trarne vantaggio.

## Vana attesa
- Titolo originale: Der Schlüssel
- Diretto da: Detlef Rönfeldt
- Scritto da: Detlef Müller
- Interpreti: Claus Theo Gärtner - Josef Matula, Rainer Hunold - Dr. Rainer Franck, Vadim Glowna - Ulrich Gloss, Walter Kreye - Walter Körner, William Mang - Harald Schunke, Michaela May - Anne Körner, Walter Renneisen - Edgar Stecher, Renate Schauss, Wolfgang Wahl - Körner senior

### Trama
Il fidanzato di una contadina viene rilasciato dal carcere dopo aver scontato la pena per una rapina di alcuni anni prima. L'uomo avrebbe dovuto raggiungere la fidanzata che lo aspettava alla stazione ferroviaria del paese, ma non arriverà e mai lo rivedrà.